# Diócesis de Ardcarne
La diócesis o abadía nullius de Ardcarne o de Árd Carna (en latín: Dioecesis Ardcarnensis, en inglés: Diocese of Ardcarne y en irlandés: Deoise Árd Carna) fue una circunscripción eclesiástica de la Iglesia católica en Irlanda. Se trataba de una diócesis latina, sufragánea de la arquidiócesis de Armagh. Fue suprimida antes del siglo XII y restaurada como diócesis titular en 1969 como diócesis de Ardcarne o Árd Carna. Desde el 15 de marzo de 2006 su obispo titular es Johannes Bündgens.

## Territorio y organización
La abadía nullius extendía su jurisdicción sobre los fieles católicos de rito latino residentes en parte del actual condado de Roscommon.
La sede de la abadía nullius se encontraba en la localidad de Ardcarne.

## Historia
En el primer milenio la Iglesia irlandesa estaba estructurada en asentamientos monásticos, cada uno con su propia jurisdicción que se extendía sobre el propio monasterio, el territorio circundante y las propiedades del dominio monástico. De la sede monástica de Ardcarne sólo se conoce un obispo: san Beaidh, quien murió en 523.
En algún momento no especificado, pero antes del siglo XII, la abadía nullius fue suprimida y su territorio se incorporó a la diócesis de Elphin. En el Sínodo de Rathbreasail de 1111 aparece la "diócesis de Ardcarne o Ardagh", probablemente porque la sede de los obispos aún no se había establecido claramente, pero la diócesis de Ardagh siguió un camino separado del de Ardcarne y en el posterior Sínodo de Kells en 1152 solo aparece el nombre de Ardagh.

### Diócesis titular
Desde 1969 Ardcarne figura entre las sedes episcopales titulares de la Iglesia católica como diócesis de Ardcarne o Árd Carna. Desde el 15 de marzo de 2006 su obispo titular es Johannes Bündgens, obispo auxiliar emérito de la diócesis de Aquisgrán.

## Episcopologio
- San Beaidh † (?-523 falleció)

### Obispos titulares
- Francis John Doyle, M.S.C. † (7 de marzo de 1970-4 de noviembre de 1973 falleció)
- Edward Bede Clancy † (25 de octubre de 1973-24 de noviembre de 1979 nombrado arzobispo de Camberra y Goulburn)
- Thomas Kevin O'Brien † (9 de noviembre de 1981-27 de diciembre de 2004 falleció)
- Johannes Bündgens, desde el 15 de marzo de 2006